# Mount Stanley
Mount Stanley is met 5109 meter de hoogste berg van zowel Congo-Kinshasa als van Oeganda. Het is de op twee na hoogste berg van Afrika, na de Kilimanjaro en Mount Kenya. De berg behoort tot het Rwenzori-gebergte en ligt in het Rwenzori Mountains National Park, dat op de Werelderfgoedlijst van UNESCO staat.
Mount Stanley is vernoemd naar de journalist en ontdekkingsreiger Henry Morton Stanley, die als eerste Europeaan de berg heeft gezien.

## Pieken
De top van Mount Stanley bestaat uit twee grote pieken en meerdere kleine. De hoogste is de Margherita Peak en is vernoemd naar koningin Margherita di Savoie van Italië, door haar neef Luigi Amadeo, hertog van de Abruzzen, die in 1906 deze piek als eerste bedwong.
| Piek            | meter | voet   |
| --------------- | ----- | ------ |
| Margherita Peak | 5109  | 16.763 |
| Alexandra       | 5091  | 16.703 |
| Albert          | 5087  | 16.690 |
| Savoia          | 4977  | 16.330 |
| Ellena          | 4968  | 16.300 |
| Elizabeth       | 4929  | 16.170 |
| Phillip         | 4920  | 16.140 |
| Moebius         | 4916  | 16.130 |
| Great Tooth     | 4603  | 15.100 |